# 马克·戴格诺特
马克·戴格诺特（英語： /ˈdeɪɡnəlt/ DAYG-nəlt，1985年2月23日—），美国职业篮球教练，现任NBA俄克拉荷马城雷霆主教练，率队夺得2024-25赛季NBA总冠军。